# Draba hispanica
Draba hispanica är en korsblommig växtart som beskrevs av Pierre Edmond Boissier. Draba hispanica ingår i släktet drabor, och familjen korsblommiga växter.

## Underarter
Arten delas in i följande underarter:
- D. h. djurdjurae
- D. h. hispanica
- D. h. laderoi
- D. h. lebrunii

## Bildgalleri

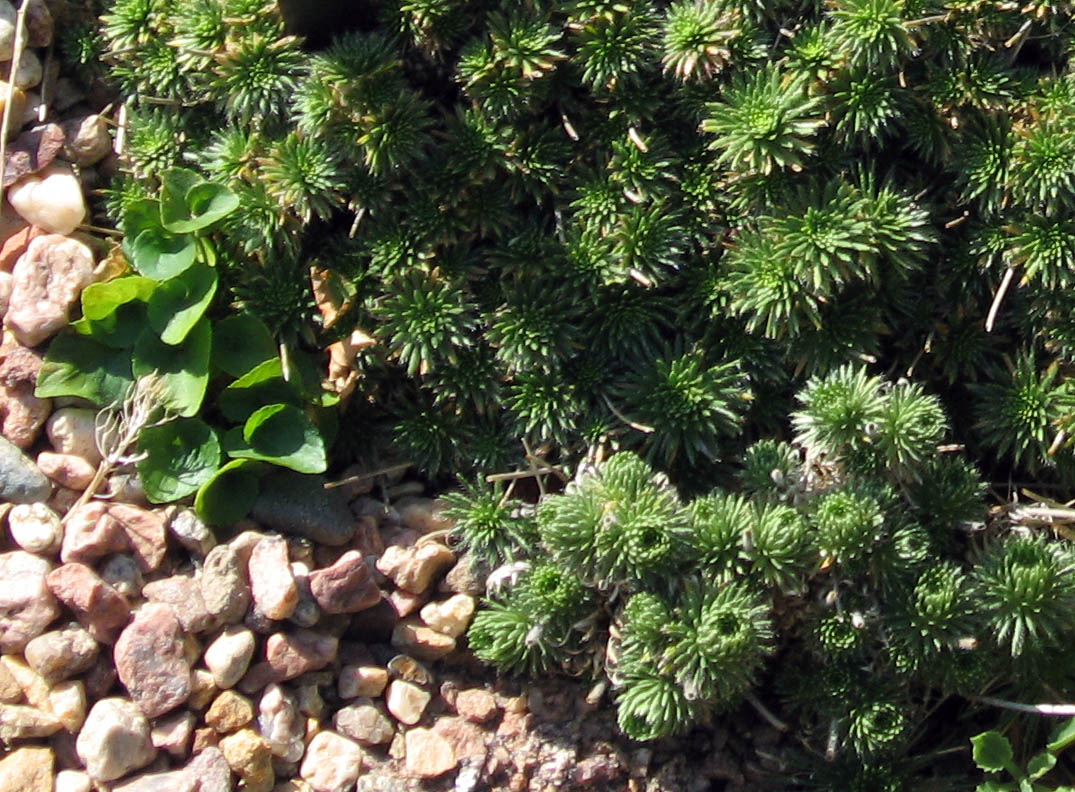